# Головченко, Иван Харитонович

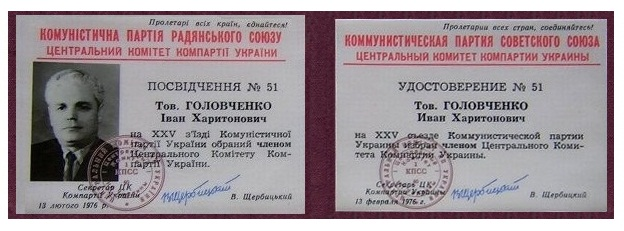
Удостоверение члена ЦК КПУ Ивана Головченко, 1976 г.

Ива́н Харито́нович Голо́вченко (14 октября 1918, село Лиман Второй, Харьковская губерния, Украинская Держава — 9 ноября 1992, Киев, Украина) — украинский советский партийный и государственный деятель, генерал-полковник, с 1955 по 1962 год заместитель председателя КГБ Украинской ССР, с 1962 по 1982 год 11-й Министр внутренних дел Украинской ССР, член ЦК КПУ.

## Биография
Родился 14 октября 1918 года в селе Лиман Второй, Харьковской области, Украинской ССР.
Окончил Железнодорожную школу фабрично-заводского ученичества (школа ФЗУ).
В 1935 году вступил в Комсомол. В городе Артёмовске окончил подготовительные курсы комсомольских работников.
Работал слесарем в железнодорожном депо, на комсомольской работе в Артёмовском политотделе железной дороги в Дебальцево, Купянске и Попаснянском вагонном и паровозном депо при Попаснянском вагоноремонтном заводе.
В 1939 году вступил в Коммунистическую партию (большевиков) Украины (КП(б)У) реорганизованную в Коммунистическую партию Украины (КПУ) в составе → КПСС.
В период Великой Отечественной войны по комсомольской линии направлен помощником начальника политотдела по комсомолу в Ворошиловградское отделение железнодорожного узла. 13 июля 1942 года эвакуировал «Ворошиловградскую железнодорожную станцию».
5 сентября 1942 года в Москве за успешную эвакуацию Донбаса был награждён медалью «За трудовое отличие» с новым назначением помощником по комсомолу начальника политотдела Абдулинского отделения железной дороги.
В 1943 году выдвинут третьим секретарём Ворошиловградского обкома комсомола по кадрам. Осенью 1945 года окончил Московскую Высшую партийную школу и направлен секретарём Кадиевского горкома партии КПУ → КПСС по кадрам, затем первым секретарём Краснолучского райкома партии.
В 1952 году утверждён заведующим отделом административных органов Ворошиловградского обкома КПУ → КПСС.
С 1953 по 1954 год – первый секретарь Ворошиловградского горкома КПУ → КПСС.
С 1954 по 1955 год — начальник Ворошиловградского областного управления КГБ Украинской ССР (КГБ УССР в составе КГБ СССР).
С 1955 по 1962 год заместитель председателя КГБ УССР → КГБ СССР.
В 1962 году избран народным депутатом по избирательному округу № 230 в Верховный Совет УССР 6—10 созывов.
9 апреля 1962 года — 16 июня 1982 год Министр охраны общественного порядка (МООП УССР) → Министр внутренних дел Украинской ССР (МВД УССР в составе МВД СССР).
13 февраля 1976 года на ХХІV съезде избран членом Центрального Комитета КПУ.
Член Союз писателей СССР, автор художественных произведений: «Днепровский вал», «Чёрная тропа» — воспоминаний о работе уголовного розыска и органов госбезопасности.
9 ноября 1992 года скончался, похоронен на Байковом кладбище.

## Награды
Награждён множественными наградами СССР и других государств, среди них:
- Орден Ленина
- Орден Октябрьской Революции
- Орден Трудового Красного Знамени
- Орден Дружбы народов
- Медаль «За трудовое отличие»
- Медаль «50 лет советской милиции»
- Знак 70 лет Советской милиции
- Знак 50 лет ВЧК-КГБ

## Книги
- Книга «Чёрная тропа» — повести и рассказы/ автор: И. Х. Головченко/ издательство: Москва, Воениздат, 1971 год.
- Книга «Днепровский вал» — роман/ автор: И. Х. Головченко, А. Г. Мусиенко/ издательство: Москва, Воениздат, 1982 г.

## Семья
Супруга Панкратова Анна Ивановна — участник ВОВ, скончалась в 2001 году, сын Юрий, внучка Наталия, правнук Иван